# Mount Pierce
Der Mount Pierce (bis 1913 Mount Clinton, nach DeWitt Clinton, wobei der neuere Name nicht allgemein akzeptiert wird) ist ein Berg in der Presidential Range in den White Mountains in New Hampshire, der ungefähr 1.314 m hoch ist und nach dem US-Präsidenten Franklin Pierce, dem einzigen in New Hampshire geborenen Präsidenten, benannt ist. Von seinem Gipfel hat man einen weiten Blick auf die Berge von New Hampshire.
Der kürzeste Weg zum Gipfel des Mount Pierce beginnt an einem Parkplatz westlich des Berges an der Mount Clinton Road direkt neben dem U.S. Highway 302. Der Weg folgt hauptsächlich dem Crawford Path, dem ältesten Wanderweg der USA. Der Appalachian Trail und der Webster Cliff führen zum Mount Jackson aus Richtung Süden und treffen direkt nördlich des Gipfels auf den Crawford Path, bevor sie nach Nordosten weiterführen. Mount Eisenhower und Mount Monroe liegen auf dem Bergrücken nordöstlich des Mount Pierce. Alle drei Gipfel sind in der peak-bagging-Liste der White mountain four-thousand footers in New Hampshire enthalten.